# Muneta
Muneta est un village situé dans la commune d'Allín dans la Communauté forale de Navarre, en Espagne. Il est doté du statut de concejo.

## Situation

Commune d'Allín